# Cot Uteuen Rabong
Cot Uteuen Rabong är ett berg i Indonesien.   Det ligger i provinsen Aceh, i den västra delen av landet, 1 800 km nordväst om huvudstaden Jakarta. Toppen på Cot Uteuen Rabong är 328 meter över havet.
Terrängen runt Cot Uteuen Rabong är kuperad åt sydost, men åt nordväst är den platt. Havet är nära Cot Uteuen Rabong åt nordost.Runt Cot Uteuen Rabong är det tätbefolkat, med 257 invånare per kvadratkilometer. Närmaste större samhälle är Banda Aceh, 15,2 km väster om Cot Uteuen Rabong. Omgivningarna runt Cot Uteuen Rabong är en mosaik av jordbruksmark och naturlig växtlighet.